# HD 40722
HD 40722，又名BD+43 1421，SAO 40808、HR 2115，是一颗恒星，视星等为6.42，位于銀經169.15，銀緯10.21，其B1900.0坐标为赤經5h 55m 39.8s，赤緯+43° 10.21′ 39″。